# Campioni italiani assoluti di atletica leggera - Getto del peso maschile
Questa pagina raccoglie un elenco di tutti i campioni italiani dell'atletica leggera nel getto del peso, che entrò a far parte del programma dei campionati italiani sin dal 1913.

## Albo d'oro
| Anno | Atleta (società)                                        | Prestazione            |
| ---- | ------------------------------------------------------- | ---------------------- |
| 1913 | Giuseppe Tugnoli Virtus Atletica Bologna                | 12,95 m                |
| 1914 | Giuseppe Tugnoli Virtus Atletica Bologna                | 13,07 m                |
| 1915 | Edizioni non disputate                                  | Edizioni non disputate |
| 1916 | Edizioni non disputate                                  | Edizioni non disputate |
| 1917 | Edizioni non disputate                                  | Edizioni non disputate |
| 1918 | Edizioni non disputate                                  | Edizioni non disputate |
| 1919 | Aurelio Lenzi Libertas Pistoia                          | 13,00 m                |
| 1920 | Giuseppe Tugnoli Virtus Atletica Bologna                | 12,29 m                |
| 1921 | Aurelio Lenzi Libertas Pistoia                          | 11,755 m               |
| 1922 | Oprando Bottura Virtus Atletica Bologna                 | 11,93 m                |
| 1923 | Giuseppe Tugnoli Virtus Atletica Bologna                | 12,17 m                |
| 1924 | Albino Pighi Fondazione Bentegodi Verona                | 13,305 m               |
| 1925 | Albino Pighi Fondazione Bentegodi Verona                | 12,42 m                |
| 1926 | Albino Pighi Fondazione Bentegodi Verona                | 12,61 m                |
| 1927 | Clemente Romanò ?                                       | 12,595 m               |
| 1928 | Albino Pighi Fondazione Bentegodi Verona                | 13,19 m                |
| 1929 | Natale Mosca ?                                          | 13,00 m                |
| 1930 | Albino Pighi Fondazione Bentegodi Verona                | 13,21 m                |
| 1931 | Albino Pighi Fondazione Bentegodi Verona Enrico Rolla ? | 16 p.                  |
| 1932 | Albino Pighi Fondazione Bentegodi Verona                | 13,29 m                |
| 1933 | Cesare Garulli ?                                        | 13,15 m                |
| 1934 | Lauro Bononcini ?                                       | 13,88 m                |
| 1935 | Lauro Bononcini ?                                       | 13,49 m                |
| 1936 | Gianni Reggio ?                                         | 13,58 m                |
| 1937 | Ruggero Biancani Virtus Atletica Bologna                | 13,62 m                |
| 1938 | Angiolo Profeti ASSI Giglio Rosso                       | 14,46 m                |
| 1939 | Angiolo Profeti ASSI Giglio Rosso                       | 14,96 m                |
| 1940 | Angiolo Profeti ASSI Giglio Rosso                       | 14,74 m                |
| 1941 | Angiolo Profeti ASSI Giglio Rosso                       | 14,84 m                |
| 1942 | Angiolo Profeti ASSI Giglio Rosso                       | 14,63 m                |
| 1943 | Enea Bertocchi ?                                        | 14,19 m                |
| 1944 | Edizione non disputata                                  | Edizione non disputata |
| 1945 | Angiolo Profeti ASSI Giglio Rosso                       | 13,57 m                |
| 1946 | Angiolo Profeti ASSI Giglio Rosso                       | 13,78 m                |
| 1947 | Angiolo Profeti ASSI Giglio Rosso                       | 14,29 m                |
| 1948 | Angiolo Profeti ASSI Giglio Rosso                       | 14,38 m                |
| 1949 | Angiolo Profeti ASSI Giglio Rosso                       | 14,66 m                |
| 1950 | Angiolo Profeti ASSI Giglio Rosso                       | 14,76 m                |
| 1951 | Angiolo Profeti ASSI Giglio Rosso                       | 14,92 m                |
| 1952 | Angiolo Profeti ASSI Giglio Rosso                       | 14,38 m                |
| 1953 | Angiolo Profeti ASSI Giglio Rosso                       | 14,22 m                |
| 1954 | Angiolo Profeti ASSI Giglio Rosso                       | 14,62 m                |
| 1955 | Silvano Meconi ASSI Giglio Rosso                        | 15,90 m                |
| 1956 | Silvano Meconi ASSI Giglio Rosso                        | 16,07 m                |
| 1957 | Silvano Meconi ASSI Giglio Rosso                        | 16,70 m                |
| 1958 | Silvano Meconi ASSI Giglio Rosso                        | 16,75 m                |
| 1959 | Silvano Meconi ASSI Giglio Rosso                        | 17,88 m                |
| 1960 | Silvano Meconi ASSI Giglio Rosso                        | 17,46 m                |
| 1961 | Silvano Meconi ASSI Giglio Rosso                        | 16,95 m                |
| 1962 | Silvano Meconi ASSI Giglio Rosso                        | 17,17 m                |
| 1963 | Silvano Meconi ASSI Giglio Rosso                        | 17,96 m                |
| 1964 | Silvano Meconi ASSI Giglio Rosso                        | 16,69 m                |
| 1965 | Silvano Meconi ASSI Giglio Rosso                        | 17,25 m                |
| 1966 | Michele Sorrenti ?                                      | 17,12 m                |
| 1967 | Silvano Meconi ASSI Giglio Rosso                        | 17,17 m                |
| 1968 | Silvano Meconi ASSI Giglio Rosso                        | 17,25 m                |
| 1969 | Flavio Asta ?                                           | 18,32 m                |
| 1970 | Renato Bergonzoni ?                                     | 17,39 m                |
| 1971 | Renato Bergonzoni ?                                     | 17,78 m                |
| 1972 | Michele Sorrenti ?                                      | 17,42 m                |
| 1973 | Michele Sorrenti ?                                      | 18,25 m                |
| 1974 | Flavio Asta ?                                           | 18,54 m                |
| 1975 | Angelo Groppelli Atletica Riccardi                      | 19,08 m                |
| 1976 | Marco Montelatici ASSI Giglio Rosso                     | 19,06 m                |
| 1977 | Marco Montelatici ASSI Giglio Rosso                     | 19,01 m                |
| 1978 | Angelo Groppelli Atletica Riccardi                      | 19,07 m                |
| 1979 | Angelo Groppelli Atletica Riccardi                      | 19,35 m                |
| 1980 | Angelo Groppelli Atletica Riccardi                      | 19,56 m                |
| 1981 | Luigi De Santis Gruppo Sportivo Fiamme Oro              | 19,20 m                |
| 1982 | Marco Montelatici Sisport Fiat Iveco                    | 20,06 m                |
| 1983 | Alessandro Andrei Gruppo Sportivo Fiamme Oro            | 20,14 m                |
| 1984 | Alessandro Andrei Gruppo Sportivo Fiamme Oro            | 21,50 m                |
| 1985 | Alessandro Andrei Gruppo Sportivo Fiamme Oro            | 21,04 m                |
| 1986 | Alessandro Andrei Gruppo Sportivo Fiamme Oro            | 21,29 m                |
| 1987 | Marco Montelatici Sisport Fiat Iveco                    | 18,26 m                |
| 1988 | Marco Montelatici Sisport Fiat Iveco                    | 18,15 m                |
| 1989 | Alessandro Andrei Gruppo Sportivo Fiamme Oro            | 19,54 m                |
| 1990 | Alessandro Andrei Gruppo Sportivo Fiamme Oro            | 18,75 m                |
| 1991 | Alessandro Andrei Gruppo Sportivo Fiamme Oro            | 19,32 m                |
| 1992 | Alessandro Andrei Gruppo Sportivo Fiamme Oro            | 19,63 m                |
| 1993 | Luciano Zerbini Gruppo Sportivo Fiamme Oro              | 19,72 m                |
| 1994 | Paolo Dal Soglio Centro Sportivo Carabinieri            | 19,87 m                |
| 1995 | Paolo Dal Soglio Centro Sportivo Carabinieri            | 20,16 m                |
| 1996 | Paolo Dal Soglio Centro Sportivo Carabinieri            | 20,15 m                |
| 1997 | Corrado Fantini Gruppi Sportivi Fiamme Gialle           | 19,85 m                |
| 1998 | Paolo Dal Soglio Centro Sportivo Carabinieri            | 19,91 m                |
| 1999 | Paolo Dal Soglio Centro Sportivo Carabinieri            | 19,88 m                |
| 2000 | Paolo Dal Soglio Centro Sportivo Carabinieri            | 20,53 m                |
| 2001 | Paolo Dal Soglio Centro Sportivo Carabinieri            | 20,09 m                |
| 2002 | Paolo Dal Soglio Centro Sportivo Carabinieri            | 20,40 m                |
| 2003 | Paolo Dal Soglio Centro Sportivo Carabinieri            | 19,48 m                |
| 2004 | Paolo Dal Soglio Centro Sportivo Carabinieri            | 19,68 m                |
| 2005 | Marco Dodoni Gruppo Sportivo Forestale                  | 18,93 m                |
| 2006 | Paolo Capponi Gruppo Sportivo Fiamme Oro                | 18,98 m                |
| 2007 | Paolo Capponi Gruppo Sportivo Fiamme Oro                | 18,99 m                |
| 2008 | Paolo Capponi Gruppo Sportivo Fiamme Oro                | 19,27 m                |
| 2009 | Marco Di Maggio Centro Sportivo Aeronautica Militare    | 19,00 m                |
| 2010 | Andrea Ricci Sport Club Catania                         | 18,17 m                |
| 2011 | Paolo Dal Soglio Centro Sportivo Carabinieri            | 18,58 m                |
| 2012 | Paolo Dal Soglio Centro Sportivo Carabinieri            | 18,70 m                |
| 2013 | Marco Dodoni Gruppo Sportivo Forestale                  | 18,39 m                |
| 2014 | Daniele Secci Gruppi Sportivi Fiamme Gialle             | 18,55 m                |
| 2015 | Daniele Secci Gruppi Sportivi Fiamme Gialle             | 19,18 m                |
| 2016 | Sebastiano Bianchetti Gruppo Sportivo Fiamme Oro        | 18,78 m                |
| 2017 | Sebastiano Bianchetti Gruppo Sportivo Fiamme Oro        | 19,74 m                |
| 2018 | Sebastiano Bianchetti Gruppo Sportivo Fiamme Oro        | 19,39 m                |
| 2019 | Leonardo Fabbri Centro Sportivo Aeronautica Militare    | 20,31 m                |
| 2020 | Leonardo Fabbri Centro Sportivo Aeronautica Militare    | 21,99 m                |
| 2021 | Nick Ponzio Athletic Club 96 Alperia                    | 20,78 m                |
| 2022 | Nick Ponzio Athletic Club 96 Alperia                    | 21,34 m                |
| 2023 | Leonardo Fabbri Centro Sportivo Aeronautica Militare    | 21,80 m                |
| 2024 | Leonardo Fabbri Centro Sportivo Aeronautica Militare    | 22,11 m                |
| 2025 | Leonardo Fabbri Centro Sportivo Aeronautica Militare    | 22,82 m                |